# Friedrich-Ebert-Halle
Die Friedrich-Ebert-Halle, kurz Eberthalle, ist eine Mehrzweckhalle in der rheinland-pfälzischen Stadt Ludwigshafen am Rhein. Die Handball-Bundesliga-Mannschaft der TSG Ludwigshafen-Friesenheim trägt ihre Heimspiele in der Eberthalle aus.

## Geschichte und Baubeschreibung
Die Halle wurde von dem Wiener Architekten Roland Rainer entworfen und von dem Münchner Unternehmen Dyckerhoff und Widmann 1965 fertiggestellt. Sie liegt im Ebertpark und gehört zu den bedeutendsten Multifunktionshallen im südwestdeutschen Raum. Besonders markant ist das Dach in der Form eines hyperbolischen Paraboloids. Es ist allerdings keine hyperbolische Paraboloidschale, da es sich um ein Hängedach (siehe Seilnetz) handelt. Und obwohl es aus Beton ist, ist es auch keine Betonschale (siehe Schale), da die primäre Tragstruktur aus hängenden Stahlbetonrippen im Abstand von zwei Metern gebildet wird, zwischen deren Tragseile (die später die Bewehrung der Rippen bilden) 2 × 2 Meter große und 8 cm dicke Stahlbetonplatten eingehängt sind, die dann mit den Rippen vergossen wurden. Dieser Verbund hängt an vier großen, als Kastenträger ausgebildeten Wandscheiben, die ihrerseits die Tribünen tragen. Durch diese Rippenkonstruktion wird die Decke zu einer Art Kassettendecke, die im Innenraum sichtbar ist.
Die Halle bietet eine überdachte Ausstellungsfläche von etwa 60 × 60 Metern oder 3.800 Quadratmetern im Großen Saal und in den Foyers sowie ein Vorgelände mit einer Fläche von 24.000 Quadratmetern.
Die Friedrich-Ebert-Halle steht unter Denkmalschutz.

## Veranstaltungen
Die Halle wurde und wird für Sportveranstaltungen, Messen, Ausstellungen und Konzerte genutzt:
- die Verleihung der Goldenen Stimmgabel bis 2007
- die Judo-Weltmeisterschaften 1971
- die Judo-Europameisterschaften der Männer 1977
- die Ringer-Europameisterschaften 1975
- die Hallenradsport-Weltmeisterschaften 1988
- die Kegel-Weltmeisterschaften 1994
- die Deutsche Turnmeisterschaften 1970 und 1979
- die Deutschen Gewichtheber-Meisterschaften 1972[8]
- der internationale Oldtimermarkt Veterama von 1983 bis 2012. An den jeweils zwei Wochenenden im April kamen Aussteller und Besucher aus ganz Europa in die Eberthalle